# Trasporti in Turkmenistan

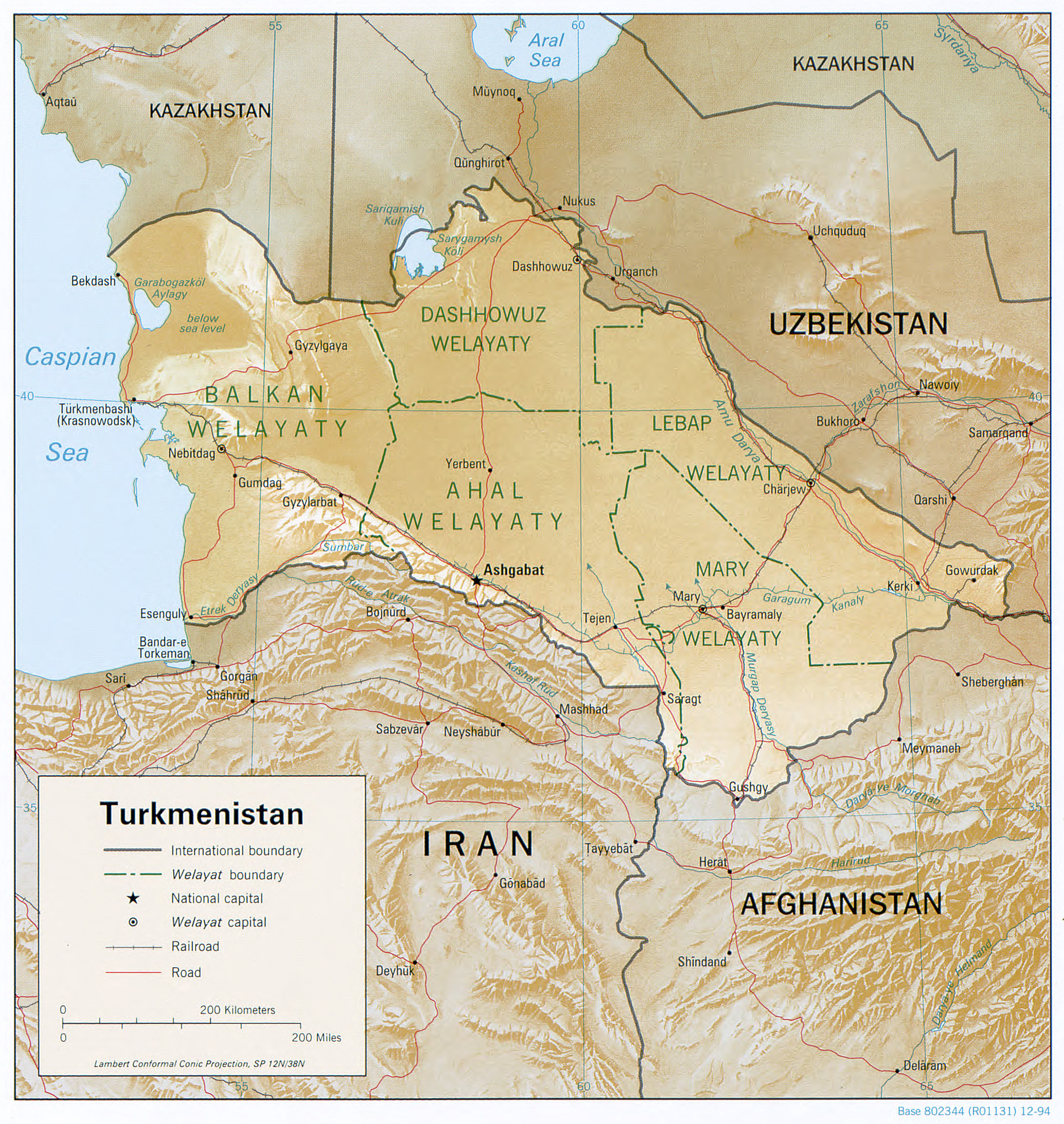
Turkmenistan: carta geopolitica con rete ferroviaria e stradale

Questa voce raccoglie le principali tipologie di Trasporti in Turkmenistan.

## Trasporti su rotaia

### Rete ferroviaria
In totale: 2.187 km di linee ferroviarie pubbliche (dati 1996).
- scartamento allargato (1524 mm): 2.187 km
- collegamento a reti estere contigue
  - presente, senza cambio di scartamento: Afghanistan (presenta solo pochi chilometri di ferrovia), Kazakistan ed Uzbekistan
  - presente, con cambio di scartamento (1524/1435 mm): Iran.

### Reti metropolitane
Non sono presenti aziende di trasporto che utilizzano la metropolitana.

### Reti tranviarie
Anche il servizio tranviario è assente.

## Trasporti su strada

### Rete stradale
Strade pubbliche: in totale 24.000 km (dati 1996)
- asfaltate: 19.488 km
- bianche: 4.512 km.

### Reti filoviarie
I filobus sono presenti soltanto a Ashgabat dal 1964.

### Autolinee
Nella capitale del Turkmenistan, Ashgabat, ed in tutte le zone abitate sono presenti 
aziende pubbliche e private che gestiscono trasporti urbani, suburbani ed interurbani esercitati con autobus.

## Idrovie
Sono ascrivibili in maggior parte al fiume Amu Darya.

### Porti e scali

#### Sul Mar Caspio
- Türkmenbaşy

## Trasporti aerei

### Aeroporti
In totale: 64 (dati 1994)
a) con piste di rullaggio pavimentate: 22
- oltre 3047 m: 0
- da 2438 a 3047 m: 13
- da 1524 a 2437 m: 8
- da 914 a 1523 m: 0
- sotto 914 m: 1

b) con piste di rullaggio non pavimentate: 42
- oltre 3047 m: 0
- da 2438 a 3047 m: 0
- da 1524 a 2437 m: 0
- da 914 a 1523 m: 7
- sotto 914 m: 35.